# Gaspare da Vimercate
Conte Gaspare da Vimercate (talvolta nella forma Gaspare Vimercati) (1410 circa – 1467) è stato un condottiero italiano al seguito di Francesco Sforza.
Proveniente dall’antica e illustre famiglia dei Capitani di Vimercate, fu uno dei protagonisti della vita politica e militare lombarda della metà del Quattrocento, distinguendosi come fedele sostenitore di Francesco Sforza e poi del figlio Galeazzo Maria. Ebbe un ruolo cruciale nella fine della Repubblica Ambrosiana, nella gestione delle finanze ducali e nella fondazione della chiesa di Santa Maria delle Grazie a Milano. Fù nominato Conte di Valenza.

## Origini e famiglia
Gaspare nacque intorno al 1410 a Milano, in una famiglia profondamente inserita nei ranghi della nobiltà viscontea. Suo padre Taddiolo (Taddeo) Vimercati, figlio di Giovanni (referendario di Bernabò Visconti), era giurista e funzionario ducale, più volte incaricato da Filippo Maria Visconti di missioni di rilievo politico e diplomatico. La madre, Caterina Arese, apparteneva a un’antica casata milanese: un suo parente, Andriolo Arese, era stato segretario di Gian Galeazzo Visconti.
I Vimercati erano annoverati tra i Capitani di Vimercate, una delle famiglie più antiche e prestigiose della Brianza, tradizionalmente legata alla signoria viscontea. Gaspare crebbe in un ambiente intriso di politica e di cultura cortigiana, avviato presto alla carriera militare. Tra i parenti più influenti figura il cugino Corradino Vimercati, consigliere segreto e procuratore di Filippo Maria Visconti in numerosi atti di governo.
Gaspare consolidò la sua posizione sposando Lantelmina Secco di Caravaggio, appartenente a una delle famiglie più potenti della Gera d’Adda, imparentata con casate di grande prestigio come i Visconti e i Secco Borella e sorella di Francesco e della moglie di Sacramoro Visconti.

## Carriera militare e politica

### Gli inizi e il legame con Francesco Sforza
Fin dall’adolescenza Gaspare seguì come uomo d’arme Francesco Sforza, al quale rimase legato per tutta la vita. Partecipò con lui alle campagne militari nel Regno di Napoli e nelle Marche (1433‑1434), distinguendosi per fedeltà e capacità tattiche. Questa lealtà gli valse la definizione di uomo di “illimitata fiducia” dello Sforza.
Negli stessi anni entrò a far parte del consiglio di Filippo Maria Visconti, acquisendo esperienza politica oltre che militare.

### Commissario e podestà di Crema
Con la caduta dei Visconti e la proclamazione della Repubblica Ambrosiana (1447), Vimercati fu nominato commissario di Crema, città di grande importanza strategica. Qui governò con pieni poteri, appoggiandosi al cognato Giorgio Secco, podestà, e favorendo gli interessi della propria famiglia e dei loro alleati locali.
Nel 1448 rafforzò il controllo della città con mosse decise: fece impiccare Francesco Barbieri, castellano ribelle, e mise in atto un ingegnoso stratagemma per allontanare i guelfi, fingendo un ordine ufficiale di espulsione. Questo consolidò temporaneamente il potere dei ghibellini.
Nel 1449 fu eletto tra i 24 difensori della libertà della Repubblica Ambrosiana. A Crema difese la città contro Sigismondo Pandolfo Malatesta, conducendo sortite in cui inchiodò le bombarde nemiche, incendiò bastie e distrusse trincee. Tuttavia, l’instabilità politica e la strategia ambigua di Francesco Sforza lo costrinsero a lasciare Crema in seguito a un tumulto popolare, ritirandosi a Milano dove divenne uno dei principali capi della fazione filo‑sforzesca.

### La fine della Repubblica Ambrosiana e la nomina a conte
Il 21 febbraio 1450 Gaspare fu tra i protagonisti del colpo di mano che consegnò Milano a Francesco Sforza. Radunò i suoi clientes nel quartiere di Porta Nuova, assaltò il palazzo pubblico, liberò i prigionieri e guidò i tumulti che sfociarono nell’uccisione dell’ambasciatore veneziano Leonardo Venier.
Pochi giorni dopo, insieme a sei nobili milanesi, partecipò alla cerimonia ufficiale che investì Francesco Sforza del titolo di duca: ebbe l’onore di cingergli la spada, simbolo del potere ducale.
Per ricompensarlo, Sforza lo nominò Conte di Valenza, titolo conferito in una cerimonia privata che sottolineava la sua vicinanza personale al duca e alla famiglia Sforza. Da quel momento, Vimercati fu presenza abituale a corte, nelle cerimonie pubbliche come nelle occasioni private della famiglia ducale.

## Uomo d’armi e consigliere

### Una compagnia modello
Gaspare Vimercati comandò una delle più importanti compagnie militari del ducato, composta da circa 300 cavalli e ben organizzata in quattro squadre. Il livello di equipaggiamento e disciplina era così elevato che la sua compagnia venne definita una “compagnia modello”.
Nel 1452 combatté a Leno contro Carlo Gonzaga; nel 1453, con soli 40 cavalli, tese un agguato in cui catturò diversi capitani nemici.
Durante le guerre d’Italia, poté contare su uomini fidati come Giovanni Antonio da Milano, Villano da Bologna, Costa di Calabria e Rizarello da Normeto, oltre a contingenti di cavalli leggeri sotto il comando del Danesino.

### Diplomatico e finanziatore
Vimercati non fu solo uomo d’armi, ma anche abile politico e finanziatore, gestendo ‘di fatto’ le finanze sforzesche. Sfruttò i suoi rapporti con il Banco dei Medici per ottenere prestiti vitali per le finanze ducali, in un’epoca in cui le casse dello Stato erano spesso in difficoltà. Tra il 1455 e il 1463 procurò somme ingenti senza offrire garanzie personali, segno della fiducia che ispirava.
Partecipò a missioni delicate: nel 1459 accolse Roberto da San Severino di ritorno dalla Terrasanta e nello stesso anno incontrò a Milano gli ambasciatori francesi giunti per sostenere le pretese di Giovanni d’Angiò su Genova e Napoli.

### La spedizione di Genova
Nel 1464 guidò la campagna per l’occupazione di Genova e della Riviera di Levante. Dopo essersi accampato a Cornigliano in attesa di rinforzi, entrò in città con Obietto Fieschi e Donato del Conte, impadronendosi del palazzo ducale. Assediò il Castelletto, difeso da Bartolomea Fregoso, che capitolò dopo quaranta giorni grazie anche a un bombardamento con grosse artiglierie.

### La campagna di Francia
Nel 1465 seguì l’erede al ducato Galeazzo Maria Sforza in Francia, alla testa di circa 3000 uomini (2000 cavalli e 1000 fanti), presentandosi con lui al re Luigi XI. Operò nella valle del Rodano, espugnando vari castelli e consolidando il prestigio militare sforzesco in campo internazionale.

### La battaglia di Molinella
Nel 1467 partecipò alla celebre battaglia di Molinella, combattuta dall’alleanza sforzesca, medicea e aragonese contro Venezia e Bartolomeo Colleoni, affiancando Federico da Montefeltro e Angelo della Stufa.

## Ultimi anni e morte
Alla morte di Francesco Sforza (marzo 1466), Gaspare rimase punto di riferimento per la reggenza di Bianca Maria Visconti e per il giovane Galeazzo Maria, continuando a garantire prestiti e sostegno militare.
Nel settembre 1467, durante la campagna contro Venezia, si ammalò al campo e fu condotto a Novara, dove morì il 4 settembre.
Fu sepolto nella chiesa di Santa Maria delle Grazie a Milano, che egli stesso aveva fondato sul terreno un tempo destinato ad accampamento delle sue truppe. Qui fu rappresentato inginocchiato con la spada in mano, in un dipinto attribuito a Bernardino Zenale.
Il titolo di conte di Valenza fu trasferito a un fratello del duca Galeazzo Maria. La sua compagnia venne incorporata nelle lance spezzate, segnando la fine della sua signoria militare personale.